# Pacuvio Calavio
Pacuvio Calavio (en latín, Pacuvius Calavius) era el magistrado jefe de Capua durante la segunda guerra púnica. Luego de la batalla del Lago Trasimeno, evitó que los ciudadanos de Capua rindieran la ciudad ante Aníbal. Cuando los ciudadanos de Capua finalmente se rindieron, disuadió a su hijo de un intento de ataque al general cartaginés.

## Antecedentes
Calavio provenía de la familia noble de los Calavios de Campania. Dicha familia aparece en la historia un siglo antes, durante las guerras samnitas. A través de su matrimonio se encontraba conectado con importantes familias de Roma. Su esposa, Claudia, era hija de Publio Claudio Pulcro, cónsul en el 249 a. C., y su hija, Calavia, se casó con Marco Livio Salinator, cónsul entre el 219 y 207 a. C. Es posible que haya tenido un hermano llamado, Estenio, pero el historiador Livio afirma que Estenio era uno de los Ninnios Céleres.
En el 218 a. C., Aníbal invadió Italia y comenzó su imparable marcha por la península, produciendo bajas devastadoras en la batalla del Trebia y, al año siguiente, en la batalla del Lago Trasimeno. Cuando Aníbal se aproximó a Campania, Calavio, que era el magistrado jefe de Capua, notó que los ciudadanos estaban tan asustados por la aproximación de las fuerzas cartaginesas que estaban considerando exigir la rendición de la ciudad y tal vez asesinar al senado de Capua, que se oponía a la rendición.

## Calavio reconcilia al senado y al pueblo
Para evitar el colapso del gobierno de Capua, Calavio diseñó un plan para llevar a cabo la reconciliación del Senado y del pueblo. Para ello reunió al Senado y puso a los senadores sobre aviso del peligro que corrían. Asegurándoles que él podía salvar sus vidas, los senadores accedieron a ser encarcelados en la casa del Senado bajo custodia militar. Calavio se reunió con el pueblo y les presentó una propuesta sorpresa.
Propuso a los ciudadanos que continuaran con sus planes de juzgar a los senadores y sentenciarlos de acuerdo a lo que consideraran apropiado; pero por cada senador ejecutado, el pueblo debía elegir antes a un hombre mejor para reemplazarlo. Pronto los ciudadanos se dieron cuenta de que era más fácil condenar a los líderes que acordar sobre sus reemplazos; por lo tanto accedieron a que el Senado siguiese gobernando.

## El intento de asesinato de Aníbal
Luego del desastre que la batalla de Cannas en el 216 a. C. significó para los romanos, Aníbal entró en Campania y Capua cedió ante lo inevitable. Asentando sus cuarteles de invierno en Capua, Aníbal invitó a Calavio y a su hijo a un banquete en la casa de los Ninnios Céleres, otra familia noble. El hijo de Pacuvio apoyaba a Decio Magio, que se había opuesto a la entrada de Aníbal en la ciudad, y sostenía la necesidad de establecer una alianza con Roma. El plan de Aníbal era ganarse a la nobleza de Capua que sabía le era hostil.
Durante el banquete el hijo de Pacuvio, que simulaba estar disfrutando del banquete, salió con su padre al jardín y le mostró una espada con la cual se proponía asesinar al general cartaginés. Horrorizado, Calavio le pidió a su hijo que reconsiderase su plan, sosteniendo que dicho plan, aun si se llevara a cabo, sería una traición a su padre y a su ciudad; y además era poco probable que el plan tuviera éxito, ya que el joven muy probablemente sería atrapado durante el intento. Persuadido por su padre, el joven Calavio arrojó la espada por encima del muro del jardín a la vía pública y regresó a la sala.

## Reputación
A pesar de lo noble de su cuna y el haber evitado primero una masacre y luego la acción inconsulta de su hijo, los historiadores romanos[¿quién?] describían a Calavio como un hombre con una ambición ilimitada y ansioso de poder que alcanzó su posición mediante maniobras. Algo de esta percepción puede ser producto de una interpolación entre su hábil manipulación de la crisis política del 217 a. C., o puede reflejar el punto de vista romano sobre un magistrado poderoso, cuyas acciones colocan las necesidades de su propia ciudad por encima de las necesidades de Roma.[cita requerida]